# 宮本小兵衛先祖附
宮本小兵衛先祖附（みやもとこひょうえせんぞづけ）は、宮本武蔵の最初の養子とされる宮本三木之助の甥にあたる宮本小兵衛が、備前岡山藩池田家士として在籍中の元禄9年（1696年）に藩に提出した先祖付である。
近年に岡山大学附属図書館寄託の池田文庫の『備前岡山池田藩除帖』の中に発見され、これまで謎とされてきた三木之助の出自が伊勢の生まれで三河刈谷城主水野勝成の武者奉行を勤めた中川志摩之助の3男であったことが明らかになった。同時に、武蔵の養子となって姫路新田藩主本多忠刻の側近に仕え、寛永3年（1626年）忠刻に殉死して終わったと考えられていた三木之助の宮本家系譜が、その後も姫路藩で3代目弁之助が無嗣で若死にする明暦2年（1656年）まで続いていたことが明らかになった。
即ち、宮本武蔵の在世時は小倉藩小笠原家筆頭家老に出頭した宮本伊織の宮本家と、2代目三木之助の姫路藩宮本家（七百石）が共に栄えていたことがわかった。
さらに、本多家でいったん断絶した後も、三木之助の甥小兵衛が寛文2年（1662年）岡山藩主池田光政に仕官して宮本家を再興していたことも明らかになった。池田光政の室勝姫は、三木之助が殉死した本多忠刻と千姫の間の子で、徳川秀忠の養女として光政に嫁したものである。先祖付には光政・勝姫夫妻に可愛がられ、その亡き後も2代藩主池田綱政夫妻の奥向きに仕え、深く信頼されていた小兵衛の池田家での奉公の次第が、年を追って事細かに記載されている。